# John Tressider
John Tressider o Tresidder (Newcastle, 30 de juliol de 1932) va ser un ciclista australià, que s'especialitzà en la pista.

## Palmarès
- 1951
  -  Campió d'Austràlia de Velocitat
- 1955
  - 1r al Gran Premi de París amateur
- 1955
  - 1r al Gran Premi de Copenhaguen amateur
- 1957
  - 1r als Sis dies de Louisville (amb Alfred Strom)
- 1958
  - 1r als Sis dies de Cleveland 1 (amb Steve Hromjack i Edward Vandevelde)
  - 1r als Sis dies de Cleveland 2 (amb Fred Weltrowski i Edward Vandevelde)
- 1960
  - 1r als Sis dies de Lilla (amb Ronald Murray)
  - 1r als Sis dies de Madrid (amb Ronald Murray)
- 1961
  - 1r als Sis dies de Newcastle (amb Bob Jobson i Sidney Patterson)